# Écurey-en-Verdunois
Écurey-en-Verdunois är en kommun i departementet Meuse i regionen Grand Est (tidigare regionen Lorraine) i nordöstra Frankrike. Kommunen ligger i kantonen Damvillers som tillhör arrondissementet Verdun. År 2022 hade Écurey-en-Verdunois 113 invånare.

## Befolkningsutveckling
Antalet invånare i kommunen Écurey-en-Verdunois
| Referens: INSEE |